# Psammis longisetosa
Psammis longisetosa är en kräftdjursart som beskrevs av Georg Ossian Sars 1910. Enligt Catalogue of Life ingår Psammis longisetosa i släktet Psammis och familjen Pseudotachidiidae, men enligt Dyntaxa är tillhörigheten istället släktet Psammis och familjen Danielsseniidae. Arten är reproducerande i Sverige. Inga underarter finns listade i Catalogue of Life.